# Гленн Данзіг
Гленн Данзіг (англ. Glenn Danzig);нар. 23 червня 1955) — американський музикант.

## Ранні роки
Гленн Данзіг народився в 1955 році в Нью-Джерсі, в протестантській родині з італійськими, німецькими та шотландсько-американськими коріннями. У нього є два старших брати і один молодший. Їхній батько, ветеран Другої світової та Корейської війни, працював на телебаченні майстром-ремонтником. Один з братів познайомив Гленна з хеві-металом, давши послухати платівку гурту Blue Cheer. Гурти, що зробили на нього найбільший вплив, Данзіг називає також Black Sabbath і The Doors.
У віці 11 років, Данзіг почав експериментувати з наркотиками і алкоголем, що привело до частих бійок і проблем із законом. Він перестав вживати наркотики, окрім алкоголю у віці 15 років.
Пізніше Гленн почав колекціонувати комікси (особливо комікси золотого століття коміксів — 1930-40-х років), рідкісні японські іграшки, окультні книги, речі, пов'язані з фільмами жахів, постери до фільмів та черепа померлих тварин.
Якось Данзіг сказав, що працював в магазині коміксів в Нью-Йорку до того, як почати писати пісні, але потім він яро заперечував це в інтерв'ю одному з вебсайтів:
|  | Ні ... це все маячня. Я ніколи не говорив такого марення. Це лише {fucking} чутки людей, яким не вдалося взяти в мене інтерв'ю, от вони і наговорили щось своє. |

 У продовженні інтерв'ю Данзіг сказав, що через несприйняття нових американських коміксів, він почав створювати свої "ненормальні, криваві, еротичні комікси"